# Gonnardyt
Gonnardyt – minerał z gromady krzemianów, zaliczany do grupy zeolitów. Należy do grupy minerałów bardzo rzadkich. 
Nazwa pochodzi od nazwiska francuskiego mineraloga Ferdinanda P.J. Gonnarda (1833-1923) z Lionu.

## Właściwości
Zazwyczaj tworzy kryształy o pokroju igiełkowym lub włoskowym. 
Występuje w skupieniach zbitych, nerkowatych, promienistych, włóknistych. Jest kruchy, przezroczysty; współwystępuje z phillipsytem, kalcytem, thomsonitem. 

### Występowanie
Jest produktem procesów hydrotermalnych. Spotykany jest w druzach, pęcherzach pogazowych, szczelinach skalnych. 
Miejsca występowania: Włochy, Austria, Niemcy, Norwegia, USA.

### Zastosowanie
- ma znaczenie naukowe,
- cenny dla kolekcjonerów (b. rzadkie występowanie; agregaty do 4 mm w przekroju).